# Ticopó Gutiérrez
Ticopó Gutiérrez es una localidad del municipio de Motul en el estado de Yucatán localizado en el sureste de México.

## Toponimia
El nombre (Ticopó Gutiérrez) proviene de ticopó que significa en idioma maya "en el álamo" y Gutiérrez es un apellido maya. 

## Demografía
Según el censo de 2005 realizado por el INEGI, la población de la localidad era de 0 habitantes.
| 120                         | 139 | 94 | 98 | 64 | 62 | 36 | 35 | 7 | 0 | 0 | 0 | 0 |
| (Fuente: INEGI [Consultar]) |     |    |    |    |    |    |    |   |   |   |   |   |

## Galería

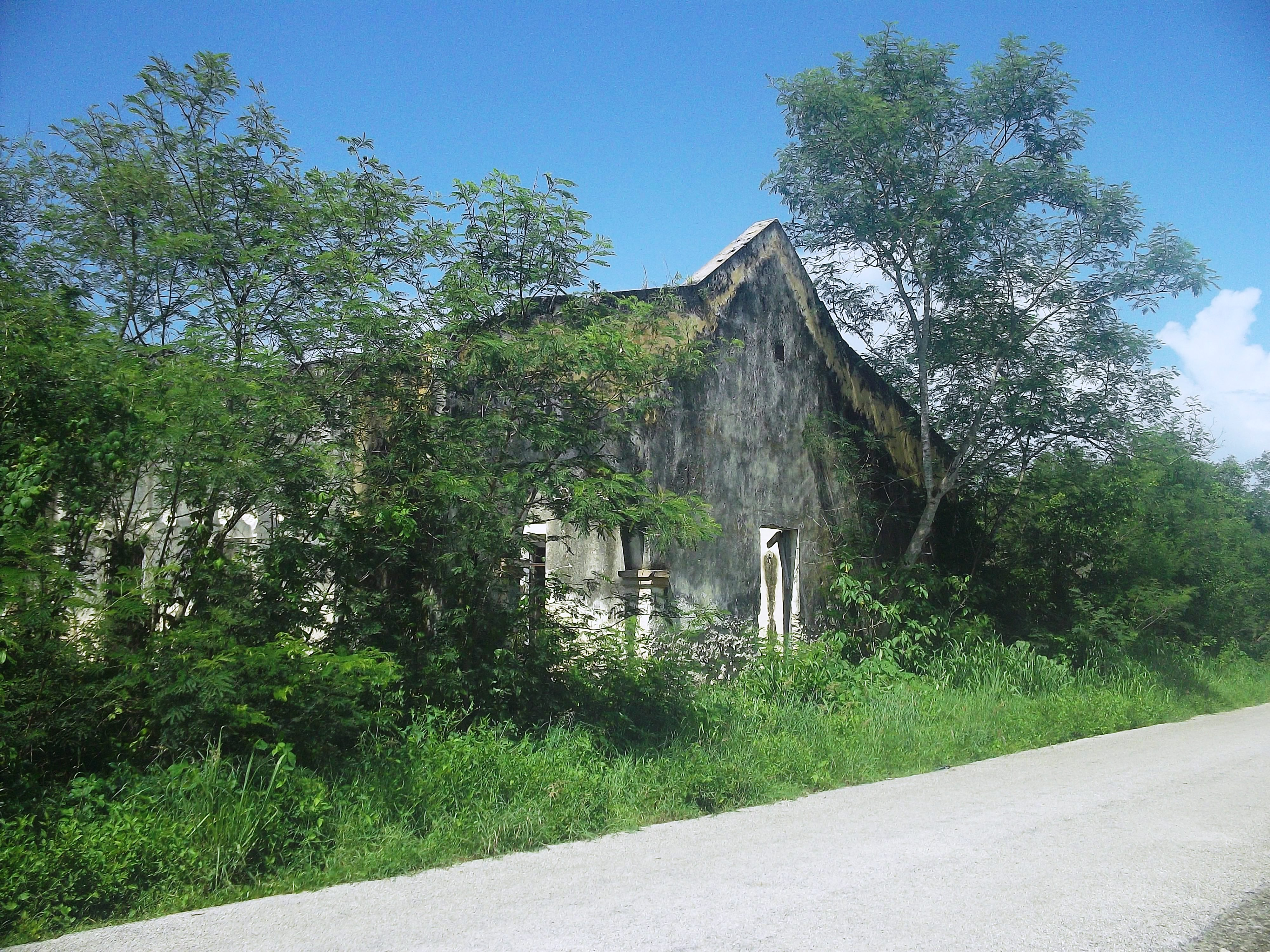
Vista de Ticopó Gutiérrez.
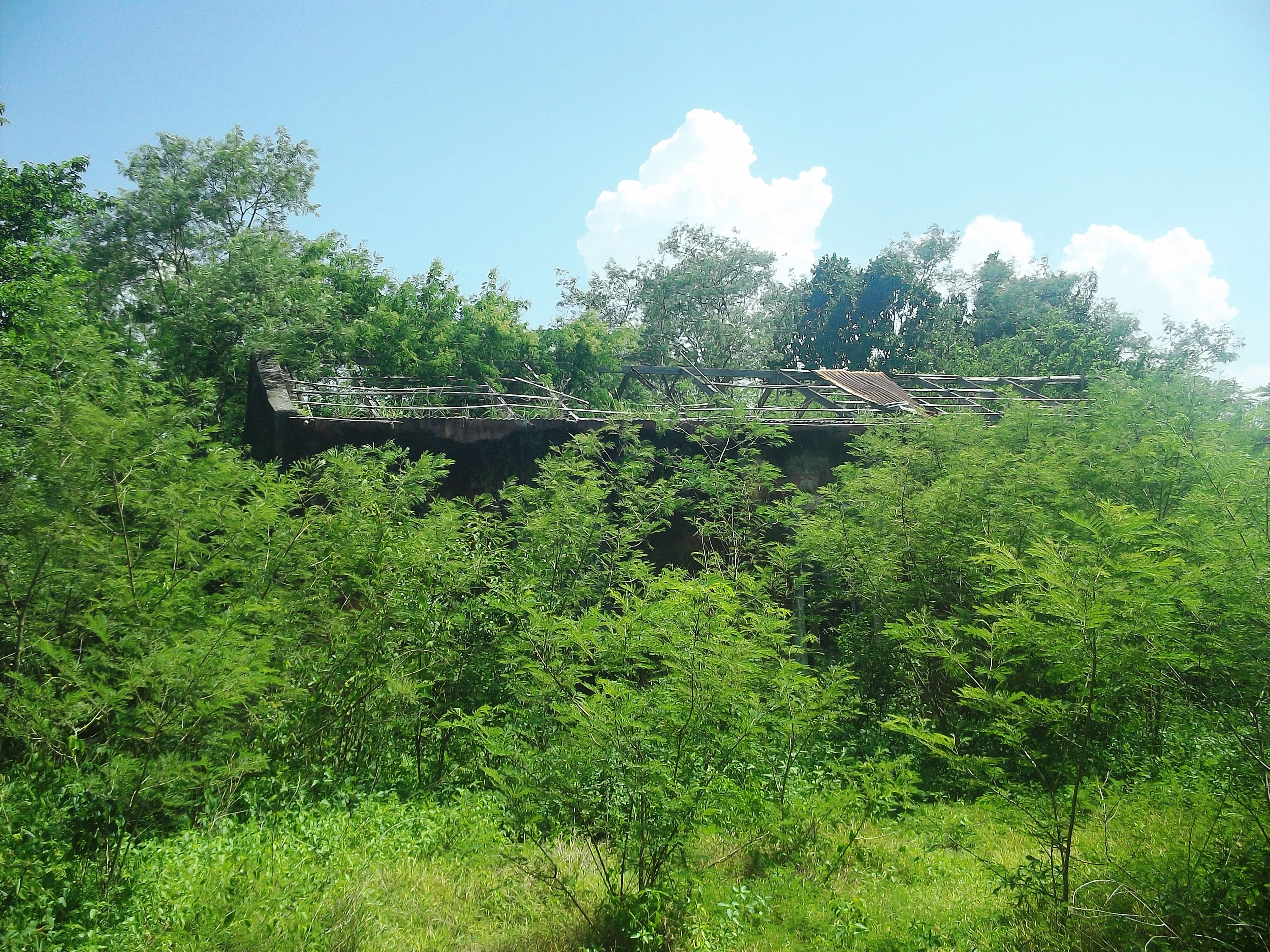
Vista de Ticopó Gutiérrez.
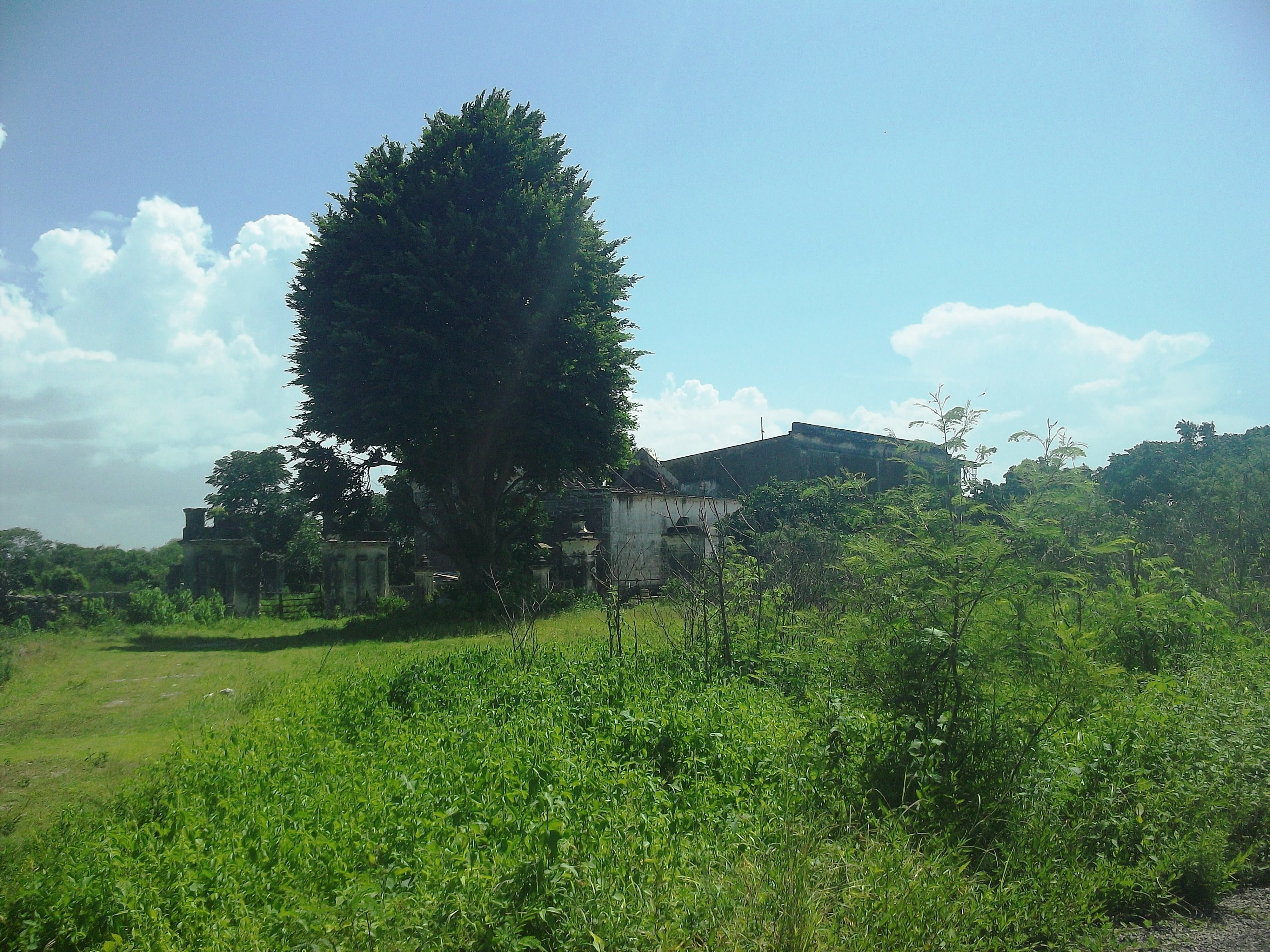
Vista de Ticopó Gutiérrez.
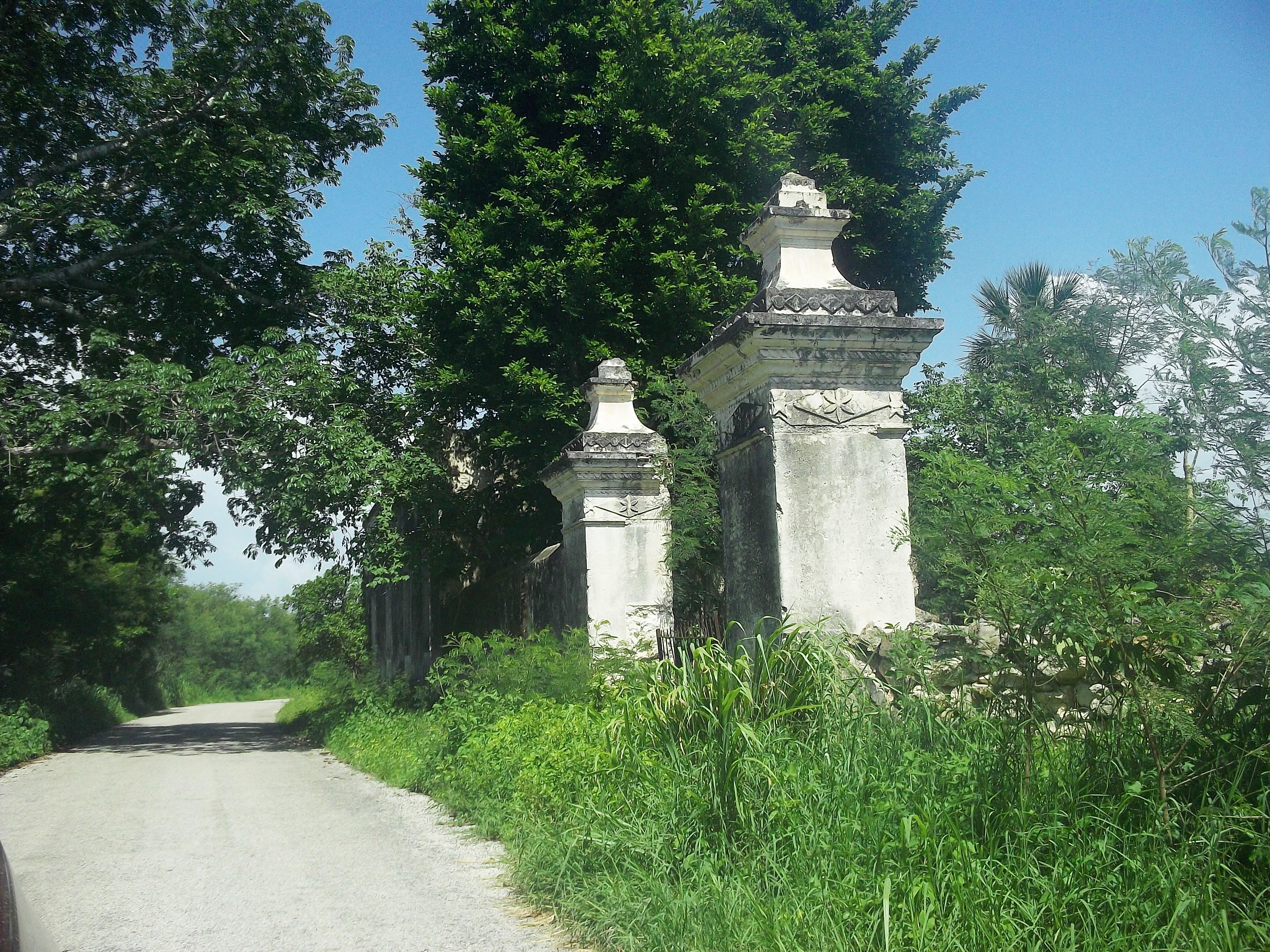
Vista de Ticopó Gutiérrez.
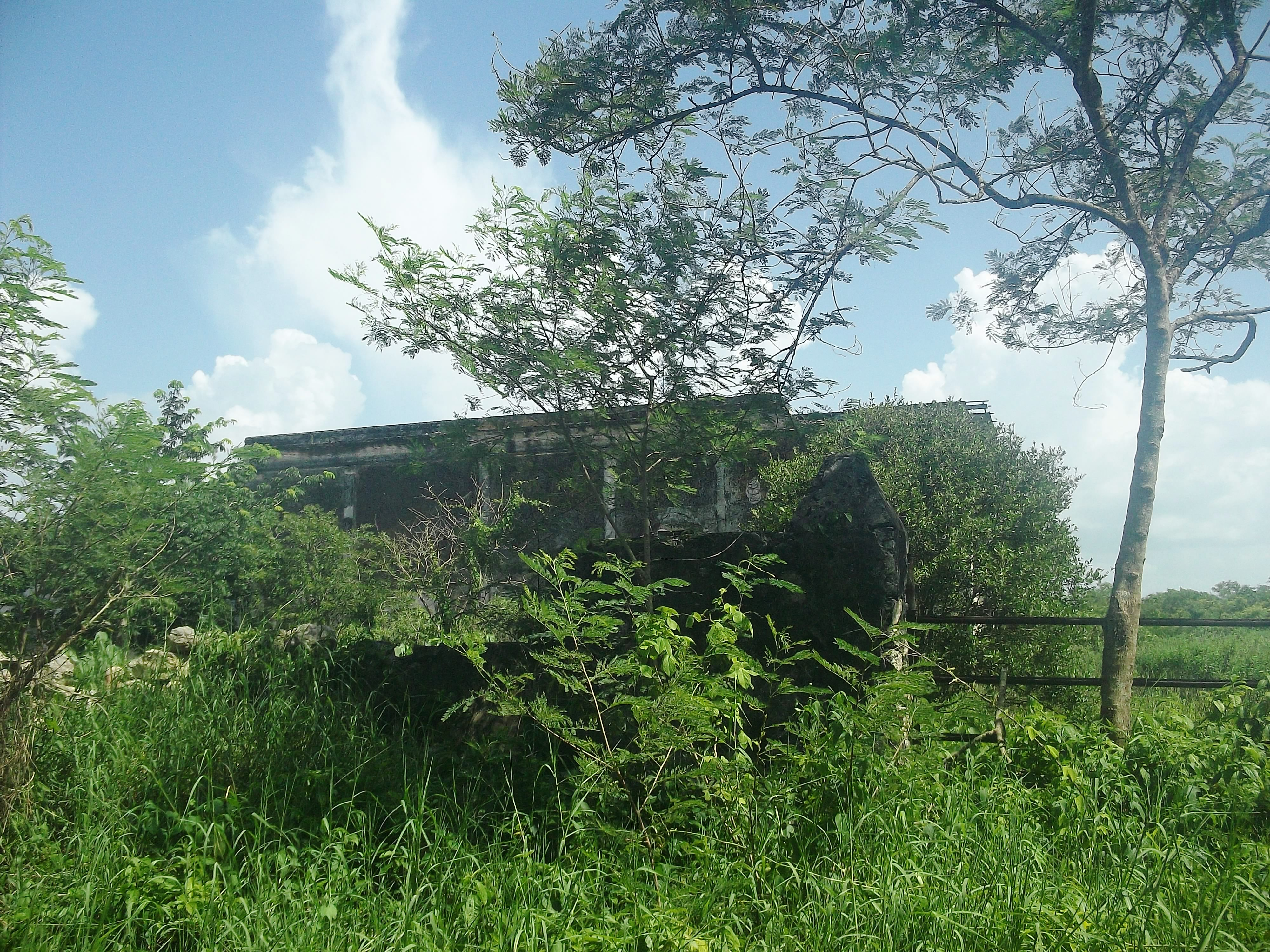
Vista de Ticopó Gutiérrez.